# Platon
Platon (tiếng Hy Lạp: Πλάτων, Platōn, "Vai Rộng"), hay còn được Anh hóa là Plato, phiên âm tiếng Việt là Pla-tông, 428/427 hay 424/423 - 348/347 TCN) là nhà triết học người Athens trong thời kỳ Cổ điển ở Hy Lạp cổ đại, người sáng lập trường phái tư tưởng Platon, và Học viện Platon, cơ sở giáo dục đại học đầu tiên ở thế giới phương Tây.
Ông được coi là nhân vật quan trọng trong lịch sử triết học phương Tây và Hy Lạp cổ đại, cùng với người thầy của ông, Socrates, và học trò nổi tiếng nhất của ông, Aristotle. Plato cũng thường được coi là một trong những người sáng lập ra tôn giáo và tâm linh phương Tây. Những cái gọi là chủ nghĩa Tân Platon của nhà triết học như Plotinus và Porphyry ảnh hưởng rất lớn đến Kitô giáo qua các Giáo Phụ như Augustine. Alfred North Whitehead từng lưu ý: "đặc điểm chung an toàn nhất của truyền thống triết học Châu Âu là nó bao gồm một loạt các chú thích của Plato."
Plato là người phát minh ra thể loại đối thoại bằng văn bản và các hình thức biện chứng trong triết học. Plato cũng được coi là người sáng lập ra triết học chính trị phương Tây. Đóng góp nổi tiếng nhất của ông là Lý thuyết Hình thức được biết đến bởi lý trí thuần túy, trong đó Plato trình bày một giải pháp cho vấn đề phổ quát được gọi là chủ nghĩa Platon (còn được gọi một cách mơ hồ là chủ nghĩa hiện thực Platon hay chủ nghĩa duy tâm Platon). Ông cũng được nhắc đến trong tình yêu platonic và khối đa diện đều Platon.
Những ảnh hưởng về triết học lớn nhất của chính ông thường được cho là cùng với Socrates, Pythagoras tiền Socra, Heraclitus và Parmenides, mặc dù một số tác phẩm của những người đi trước ông vẫn còn tồn tại và phần lớn những gì chúng ta biết về những nhân vật này ngày nay bắt nguồn từ chính Plato. Không giống như tác phẩm của gần như tất cả những người cùng thời với ông, toàn bộ tác phẩm của Plato được cho là vẫn tồn tại nguyên vẹn trong hơn 2.400 năm. Mặc dù mức độ nổi tiếng của chúng dao động trong những năm qua, các tác phẩm của Plato chưa bao giờ thiếu độc giả kể từ khi chúng được viết ra.

## Tiểu sử

### Tuổi thơ

#### Gia đình
Do thiếu các tài liệu còn sót lại, người ta biết rất ít về cuộc đời và giáo dục ban đầu của Plato. Plato thuộc một gia đình quý tộc và có thế lực. Theo một truyền thống tranh chấp, được tường thuật bởi nhà vẽ hình ảnh Diogenes Laërtius, cha của Plato là Ariston đã truy tìm nguồn gốc của ông từ vua Athens, Codrus và vua của Messenia, Melanthus. Theo truyền thống Hy Lạp cổ đại, Codrus được cho là hậu duệ của thần thoại Poseidon.

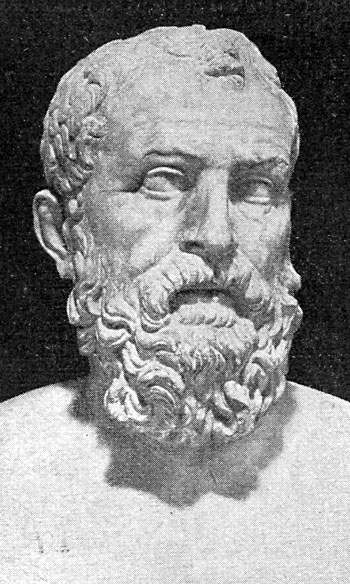
Thông qua mẹ mình, Plato có quan hệ họ hàng với Solon.

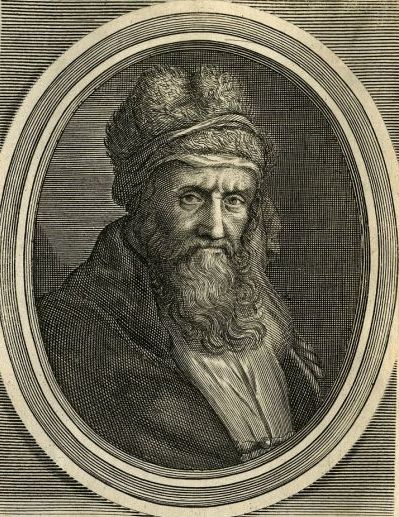
Diogenes Laertius là nguồn gốc chính cho lịch sử triết học Hy Lạp cổ đại.

Mẹ của Plato là Perictione, người mà gia đình ông có kể về mối quan hệ với nhà lập pháp Athen nổi tiếng và nhà thơ trữ tình Solon, một trong bảy nhà hiền triết, người đã bãi bỏ luật Draco (ngoại trừ án tử hình cho tội giết người). Perictione là em gái của Charmides và cháu gái của Critias, cả hai đều là nhân vật nổi bật của Ba mươi bạo chúa, được gọi là Ba mươi, chế độ đầu sỏ ngắn ngủi (404–403 TCN), sau sự sụp đổ của Athens vào cuối Chiến tranh Peloponnesian (431 –404 TCN). Theo một số ghi chép, Ariston đã cố gắng ép buộc sự chú ý của mình đối với Perictione, nhưng mục đích của ông không thành công; sau đó, thần Apollo xuất hiện với anh ta trong một linh ảnh, và kết quả là Ariston bỏ Perictione ra đi.
Thời gian và nơi sinh của Platon thì không được biết rõ nhưng chắc chắn một điều là ông sinh ra trong một gia đình quý tộc và có ảnh hưởng. Theo nhiều nguồn tài liệu cổ, hầu hết các học giả hiện đại tin rằng ông sinh ra ở Athen hoặc Aegina[b] trong khoảng 429 và 423 TCN.[a] Cha ông là Ariston. Theo truyền thống còn tranh cãi, như thông báo của Diogenes Laertius, Ariston có gốc gác từ vua Athena, Codrus, và vua của Messenia, Melanthus. Mẹ của Platon là Perictione, gia đình bà ta có quan hệ rộng rãi với những nhà làm luật Athen nổi tiếng và nhà thơ trữ tình Solon. Perictione là chị của Charmides và là cháu gái của Critias, cả hai nhân vật nổi tiếng của ba mươi bạo chúa cùng với sự sụp đổ của Athen vào cuối chiến tranh Peloponnesian (404–403 TCN). Ngoài Plato himself, Ariston và Perictione còn có ba người con khác, gồm hai trai là Adeimantus và Glaucon, và một gái Potone, là mẹ của Speusippus (cháu trai và là người kế nhiệm Platon đứng đầu học việc Triết học của ông). Theo Cộng hòa, Adeimantus và Glaucon lớn tuổi hơn Platon. Tuy vậy, trong quyển Memorabilia, Xenophon cho rằng Glaucon thì nhỏ hơn Platon.
Theo Neanthes, Plato trẻ hơn Isocrates sáu tuổi, và do đó, được sinh ra cùng năm với Pericles, chính khách nổi tiếng của Athen qua đời (429 TCN).  Jonathan Barnes coi năm 428 trước Công nguyên là năm sinh của Plato. Apollodorus nhà ngữ pháp của Athens trong Biên niên sử của ông lập luận rằng Plato được sinh ra ở Olympic lần thứ 88. Cả Suda và Sir Thomas Browne cũng tuyên bố rằng anh ấy được sinh ra trong cuộc thi Olympic lần thứ 88. Một truyền thuyết khác kể rằng, khi Plato còn là một đứa trẻ sơ sinh, những con ong đậu trên môi ông khi ông đang ngủ: một sự tăng thêm về sự ngọt ngào của phong cách mà ông sẽ thuyết trình về triết học.

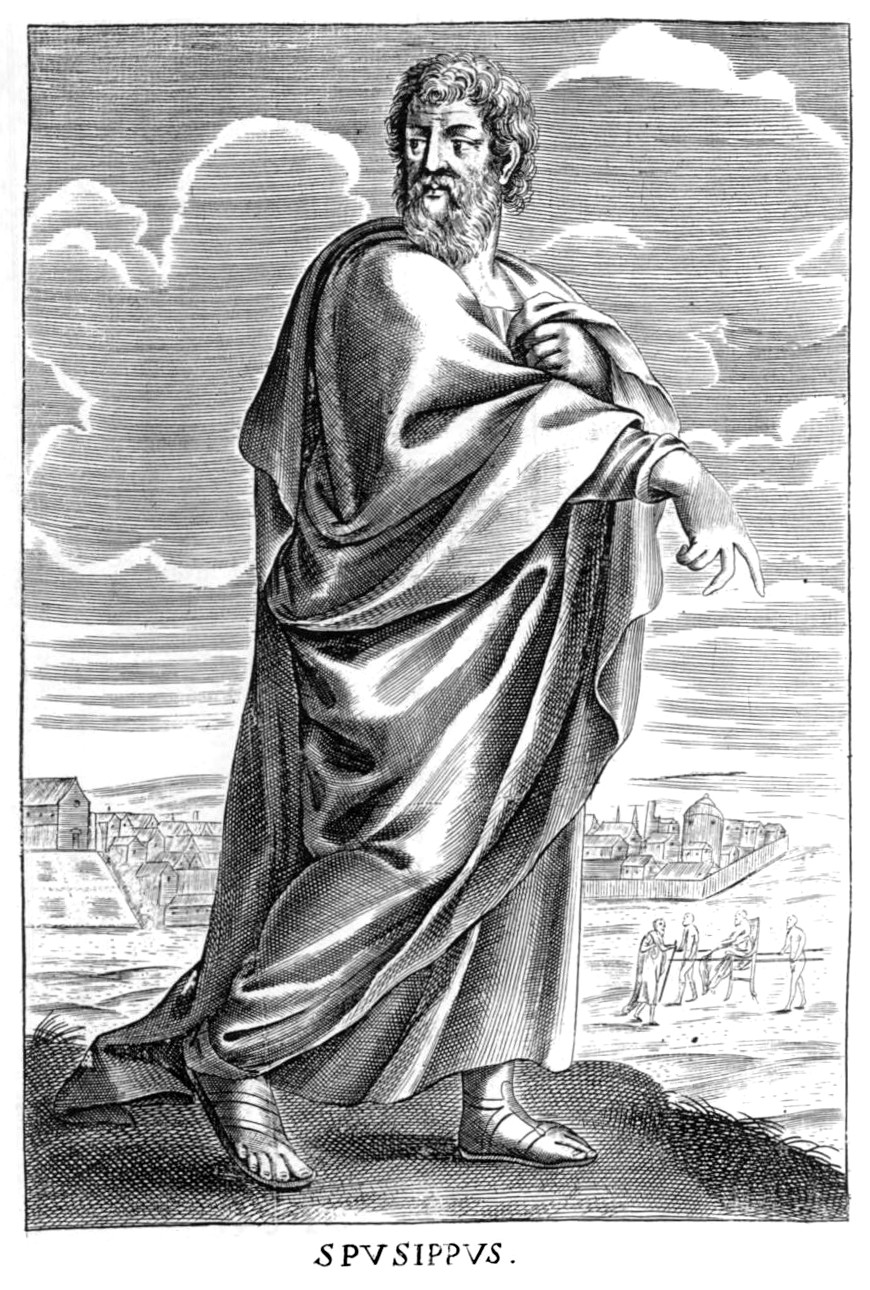
Speusippus là cháu trai của Plato.

Ngoài chính Plato, Ariston và Perictione còn có ba người con khác; hai con trai, Adeimantus và Glaucon, và một con gái Potone, mẹ của Speusippus (cháu trai và người kế vị Plato làm người đứng đầu Học viện). Hai anh em Adeimantus và Glaucon được nhắc đến trong Cộng hòa là con trai của Ariston, và có lẽ là anh em của Plato, mặc dù một số người cho rằng họ là chú. Trong một kịch bản trong Memorabilia, Xenophon đã nhầm lẫn khi đưa ra một Glaucon trẻ hơn Plato rất nhiều.
Ariston dường như đã chết trong thời thơ ấu của Plato, mặc dù việc xác định niên đại chính xác về cái chết của ông là rất khó. Perictione sau đó kết hôn với Pyrilampes, anh trai của mẹ cô, người đã nhiều lần làm đại sứ cho triều đình Ba Tư và là bạn của Pericles, thủ lĩnh của phe dân chủ ở Athens. Pyrilampes có một con trai từ cuộc hôn nhân trước, Demus, người nổi tiếng với vẻ đẹp của mình. Perictione sinh con trai thứ hai của Pyrilampes, Antiphon, anh trai cùng cha khác mẹ của Plato, người xuất hiện ở Parmenides.
Trái ngược với sự dè dặt về bản thân, Plato thường giới thiệu những người thân ưu tú của mình vào các cuộc đối thoại của mình, hoặc đề cập đến họ một cách chính xác. Ngoài Adeimantus và Glaucon ở Cộng hòa, Charmides có một cuộc đối thoại mang tên anh ta; và Critias có đối thoại trong cả hai tác phẩm Charmides và Protagoras.  Những điều này và các tài liệu tham khảo khác gợi ý một lượng lớn niềm tự hào về gia đình và cho phép chúng tôi xây dựng lại cây phả hệ của Plato. Theo Burnet, "cảnh mở đầu của Charmides là sự tôn vinh mối liên hệ của cả [gia đình]... Những cuộc đối thoại của Plato không chỉ là sự tưởng nhớ Socrates, mà còn là những ngày hạnh phúc hơn của chính gia đình ông." 

#### Tên
Việc nhà triết học trưởng thành này tự xưng là Platon là điều không thể chối cãi, nhưng nguồn gốc của cái tên này vẫn còn nhiều bí ẩn. Platon là biệt danh của tính từ Platýs (πλατύς) 'rộng'. Mặc dù Platon là một cái tên khá phổ biến (31 trường hợp được biết đến chỉ riêng ở Athens), cái tên này không xuất hiện trong dòng họ đã biết của Plato. Các nguồn của Diogenes Laërtius giải thích điều này bằng cách tuyên bố rằng huấn luyện viên đấu vật của ông, Ariston of Argos, gọi ông là "rộng" do ngực và vai của ông, hoặc Plato lấy tên của ông từ bề dày tài hùng biện, hoặc vầng trán rộng của ông. Trong khi nhớ lại một bài học đạo đức về lối sống thanh đạm, Seneca đề cập đến ý nghĩa của tên Platon: "Chính cái tên Platon đã được đặt cho ông ấy vì bộ ngực rộng của ông ấy." 

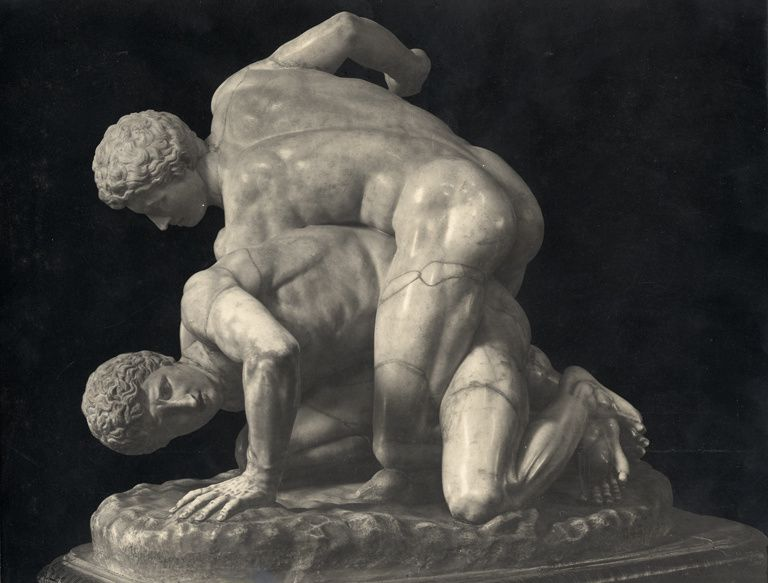
Plato là một đô vật

Tên thật của Platon là được cho là Aristocles Ἀριστοκλῆς), nghĩa là 'danh tiếng tốt nhất'.  Theo Diogenes Laërtius, ông được đặt theo tên của ông nội, như một điều bình thường trong xã hội Athen. Nhưng chỉ có một bia ký của một quý tộc, một archon đầu tiên của Athens vào năm 605/4 TCN. Không có tài liệu nào về một dòng từ Aristocles đến cha của Plato, Ariston. Gần đây, một học giả đã lập luận rằng ngay cả cái tên Aristocles cho Plato cũng là một phát minh muộn hơn nhiều. Tuy nhiên, một học giả khác tuyên bố rằng "có lý do chính đáng để không bác bỏ [ý tưởng rằng Aristocles là tên do Plato đặt] chỉ là một phát minh đơn thuần của những người viết tiểu sử của ông", lưu ý rằng ghi chép đó phổ biến như thế nào trong các nguồn của chúng tôi.

#### Học vấn
Các nguồn tài liệu cổ mô tả anh ta là một cậu bé sáng sủa, mặc dù khiêm tốn và xuất sắc trong học tập. Apuleius cho chúng ta biết rằng Speusippus đã khen ngợi sự nhanh trí và khiêm tốn của Plato khi còn là một cậu bé, và "thành quả đầu tiên của tuổi trẻ là sự chăm chỉ và yêu thích học tập". Cha của ông đã đóng góp tất cả những gì cần thiết để mang lại cho con trai mình một nền giáo dục tốt, và do đó, Plato hẳn đã được hướng dẫn về ngữ pháp, âm nhạc và thể dục bởi những người thầy ưu tú nhất trong thời đại của ông. Plato kêu gọi Damon nhiều lần trong nền Cộng hòa. Plato là một đô vật, và Dicaearchus đã đi xa hơn khi nói rằng Plato đã đấu vật trong các trò chơi Isthmian. Plato cũng đã tham dự các khóa học triết học; trước khi gặp Socrates, ông lần đầu tiên làm quen với Cratylus và các học thuyết của Heraclite.
Ambrose tin rằng Plato đã gặp Jeremiah ở Ai Cập và bị ảnh hưởng bởi ý tưởng của ông. Ban đầu Augustine chấp nhận tuyên bố này, nhưng sau đó bác bỏ nó, lập luận trong The City of God rằng "Plato sinh ra một trăm năm sau khi Giê-rê-mi nói tiên tri."

### Cuộc sống sau đó

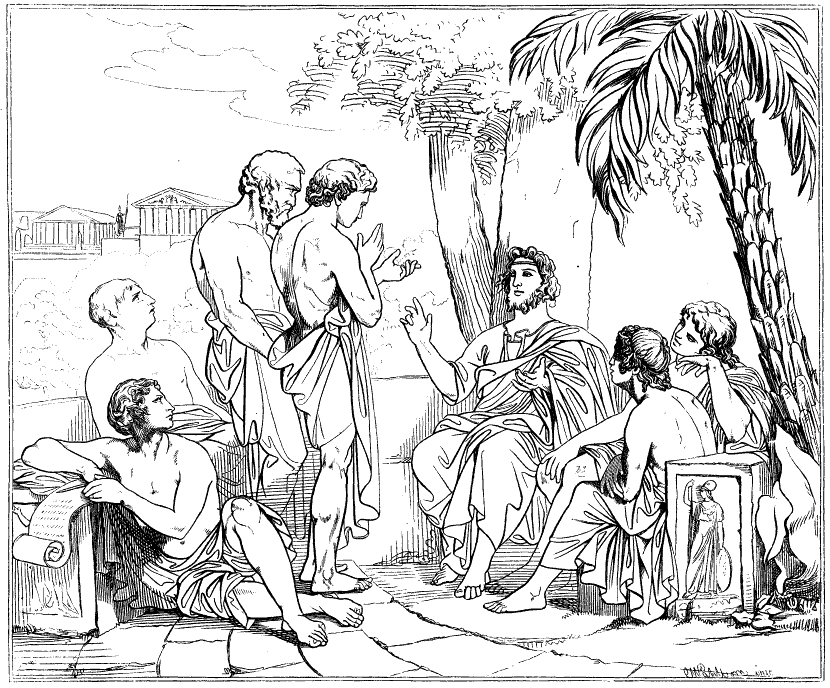
Plato trong học viện của mình, vẽ theo bức tranh của họa sĩ Thụy Điển Carl Johan Wahlbom

Plato có thể đã đi du lịch ở Ý, Sicily, Ai Cập và Cyrene. Tuyên bố của Plato là ông đã đến thăm Ý và Sicily ở tuổi bốn mươi và chán ghét cuộc sống nhục dục ở đó. Được cho là đã trở lại Athens ở tuổi bốn mươi, Plato thành lập một trong những trường học có tổ chức sớm nhất được biết đến trong nền Văn minh Phương Tây trên một khu đất ở Grove of Hecademus hoặc Academus. Học viện là một khu đất rộng khoảng sáu stadia bên ngoài phạm vi Athens. Một câu chuyện kể rằng tên của Học viện bắt nguồn từ vị anh hùng cổ đại, Academus; vẫn còn một câu chuyện khác là cái tên này đến từ một chủ nhân cũ của mảnh đất, một công dân Athen có tên là (cũng) Academus; trong khi một tài khoản khác cho rằng nó được đặt tên theo một thành viên của đội quân Castor và Pollux, một người Arcadian tên là Echedemus. Học viện hoạt động cho đến khi bị Lucius Cornelius Sulla phá hủy vào năm 84 trước Công nguyên. Nhiều trí thức đã học tập trong Học viện này, người nổi bật nhất là Aristotle. 
Trong suốt cuộc đời sau này của mình, Plato bị cuốn vào nền chính trị của thành phố Syracuse. Theo Diogenes Laërtius, Plato ban đầu đến thăm Syracuse khi nó nằm dưới sự cai trị của Dionysius. Trong chuyến đi đầu tiên này, anh rể của Dionysius, Dion of Syracuse, trở thành một trong những đệ tử của Plato, nhưng chính bạo chúa đã quay lưng lại với Plato. Plato gần như phải đối mặt với cái chết, nhưng ông đã sống sót và bị bán làm nô lệ.  low  Anniceris, một triết gia người Cyrenaic, sau đó đã mua sự tự do của Plato với giá 20 minas, và đưa ông về nhà. Sau cái chết của Dionysius, theo Bức thư thứ bảy của Plato, Dion yêu cầu Plato trở lại Syracuse để dạy dỗ Dionysius II và hướng dẫn học trò này thành một vị vua triết học. Dionysius II dường như chấp nhận lời dạy của Plato, nhưng ông trở nên nghi ngờ Dion, chú của mình. Dionysius trục xuất Dion và giữ Plato ngược với ý con mình. Cuối cùng thì Plato cũng rời Syracuse. Dion sẽ trở lại để lật đổ Dionysius và cai trị Syracuse trong một thời gian ngắn trước khi bị Calippus, một đồng môn của Plato, soán ngôi.
Theo Seneca, Plato qua đời ở tuổi 81 cùng ngày ông sinh ra. Suda chỉ ra rằng ông sống đến 82 tuổi, trong khi Neanthes tuyên bố rằng 84 tuổi.  Nhiều nguồn đã cho biết về cái chết của ông. Một câu chuyện, dựa trên một bản thảo bị cắt xén, cho thấy Plato đã chết trên giường của ông, trong khi một cô gái trẻ người Thracia thổi sáo cho ông. Một truyền thống khác cho rằng Plato đã chết trong một bữa tiệc cưới. Bản tường thuật này dựa trên sự tham khảo của Diogenes Laërtius với lời kể của Hermippus, một người Alexandria thế kỷ thứ ba.  Theo Tertullian, Plato chỉ đơn giản là qua đời trong giấc ngủ. Plato sở hữu một điền trang tại Iphistiadae, theo di chúc ông để lại cho một thanh niên nào đó tên là Adeimantus, có lẽ là một người họ hàng nhỏ tuổi hơn, vì Plato có một người anh trai hoặc chú ruột tên này.

## Ảnh hưởng

### Pythagoras

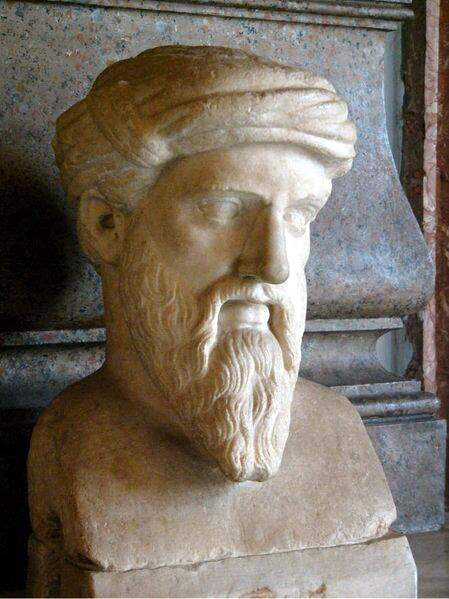
Tượng bán thân của Pythagoras ở Rome.

Mặc dù Socrates ảnh hưởng trực tiếp đến Plato như được chỉ ra trong các cuộc đối thoại, ảnh hưởng của Pythagoras đối với Plato, hoặc theo nghĩa rộng hơn, những người theo chủ nghĩa Pythagore, chẳng hạn như Archytas dường như cũng rất đáng kể. Aristotle tuyên bố rằng triết học của Plato tuân theo rất chặt chẽ những lời dạy của Pythagore, và Cicero lặp lại tuyên bố này: "Họ nói rằng Plato đã học được mọi điều của Pythagore." Có khả năng cả hai đều bị ảnh hưởng bởi thuyết Orphism, và cả hai đều tin vào metempsychosis, sự chuyển đổi linh hồn.
Pythagoras cho rằng tất cả mọi thứ đều là số, và vũ trụ bắt nguồn từ các nguyên tắc số. Ông đưa ra khái niệm hình thức khác biệt với vật chất, và rằng thế giới vật chất là sự bắt chước của một thế giới toán học vĩnh cửu. Những ý tưởng này rất có ảnh hưởng đến Heraclitus, Parmenides và Plato.
George Karamanolis lưu ý rằng
- Numenius chấp nhận cả Pythagoras và Plato là hai thẩm quyền mà một người nên tuân theo trong triết học, nhưng ông coi thẩm quyền của Plato là cấp dưới quyền hạn của Pythagoras, người mà ông coi là nguồn gốc của tất cả triết học chân chính — kể cả của Plato. Đối với Numenius, đó chỉ là Plato đã viết quá nhiều tác phẩm triết học, trong khi quan điểm của Pythagoras ban đầu chỉ được truyền miệng.[59]

Theo RM Hare, ảnh hưởng này bao gồm ba điểm:
1. Cộng hòa Platon có thể liên quan đến ý tưởng về "một cộng đồng có tổ chức chặt chẽ của những người cùng chí hướng", giống như một cộng đồng được thành lập bởi Pythagoras ở Croton.
2. Ý tưởng rằng toán học và nói chung là tư duy trừu tượng là cơ sở an toàn cho tư duy triết học cũng như "cho các luận điểm quan trọng trong khoa học và đạo đức".
3. Họ đã chia sẻ một "cách tiếp cận thần bí đối với linh hồn và vị trí của nó trong thế giới vật chất".[60][61]

#### Platon và toán học
Plato có thể đã học theo nhà toán học Theodorus của Cyrene, và có một cuộc đối thoại được đặt tên cho và nhân vật trung tâm của người đó là nhà toán học Theaetetus. Mặc dù không phải là một nhà toán học, nhưng Plato được coi là một giáo viên toán học xuất sắc. Eudoxus của Cnidus, nhà toán học vĩ đại nhất ở Hy Lạp cổ điển, người đã đóng góp phần lớn những gì được tìm thấy trong Các phần tử của Euclid, được dạy bởi Archytas và Plato. Plato đã giúp phân biệt giữa toán học thuần túy và ứng dụng bằng cách nới rộng khoảng cách giữa "số học", ngày nay được gọi là lý thuyết số và "logistic", ngày nay được gọi là số học.
Trong tác phẩm đối thoại Timaeus, Plato đã liên kết từng nguyên tố trong số bốn nguyên tố cổ điển (đất, không khí, nước và lửa) với một đa diện (khối lập phương, khối bát diện, khối nhị thập diện và khối tứ diện) do hình dạng của chúng, và các khối này được gọi là các khối đa diện Platon. Khối đa diện thứ năm, khối thập diện, được cho là phần tử tạo nên trời.

### Heraclitus và Parmenides
Hai triết gia Heraclitus và Parmenides, theo con đường được khởi xướng bởi các triết gia Hy Lạp tiền Socrates như Pythagoras, rời khỏi thần thoại và bắt đầu truyền thống siêu hình ảnh hưởng mạnh mẽ đến Plato và tiếp tục cho đến ngày nay.
Những đoạn văn rời rạc còn sót lại của Heraclitus cho thấy quan điểm của ông rằng tất cả mọi thứ liên tục thay đổi, hoặc trở thành. Hình ảnh của ông về dòng sông, với dòng nước luôn thay đổi, đã được nhiều người biết đến. Theo một số truyền thống cổ xưa như của Diogenes Laërtius, Plato đã tiếp nhận những ý tưởng này thông qua Cratylus, đệ tử của Heraclitus, người có quan điểm cấp tiến hơn rằng sự thay đổi liên tục đảm bảo sự hoài nghi bởi vì chúng ta không thể định nghĩa một thứ không có bản chất ổn định.
Parmenides có một tầm nhìn hoàn toàn ngược lại, tranh cãi cho các ý tưởng về một sự tồn tại không thay đổi và quan điểm cho rằng sự thay đổi là một ảo tưởng. John Palmer lưu ý "sự phân biệt của Parmenides giữa các phương thức tồn tại chính và nguồn gốc của anh ta về các thuộc tính phải thuộc về cái phải, đơn giản như vậy, đủ điều kiện để anh ta được coi là người sáng lập ra siêu hình học hoặc bản thể học như một lĩnh vực nghiên cứu khác biệt với thần học. " 
Những ý tưởng về sự thay đổi và sự ổn định, hay trở thành và tồn tại, đã ảnh hưởng đến Plato trong việc xây dựng lý thuyết về Hình thức của ông.
Cuộc đối thoại tự phê bình nhất của Plato được gọi là Parmenides, kể về Parmenides và học trò của ông là Zeno, người theo sau sự từ chối thay đổi của Parmenides đã tranh luận gay gắt với những nghịch lý của mình để phủ nhận sự tồn tại của chuyển động.
Cuộc đối thoại Ngụy biện của Plato bao gồm một người lạ Eleatic, một tín đồ của Parmenides, như một lá chắn cho các lập luận của ông chống lại Parmenides. Trong đối thoại, Plato phân biệt danh từ và động từ, đưa ra một số cách xử lý sớm nhất về chủ ngữ và vị ngữ. Ông cũng lập luận rằng chuyển động và nghỉ ngơi đều "là", chống lại những người theo Parmenides, những người nói rằng nghỉ ngơi là có nhưng chuyển động thì không có.

### Socrates

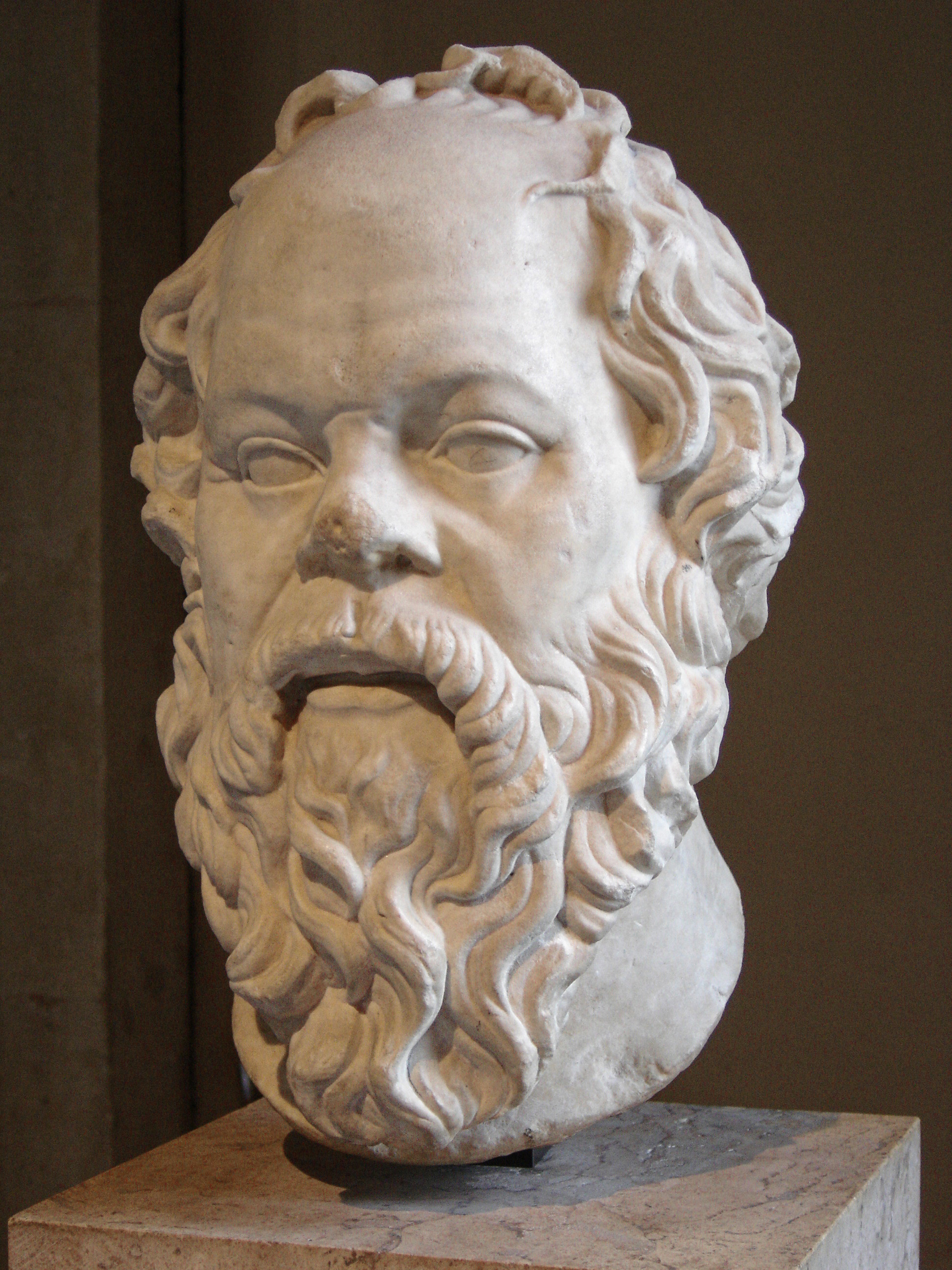
Tượng bán thân của Socrates tại bảo tàng Louvre.

Plato là một trong những tín đồ trẻ tuổi tận tụy của Socrates. Mối quan hệ chính xác giữa Plato và Socrates vẫn còn là một lĩnh vực tranh cãi giữa các học giả.
Plato không bao giờ nói bằng chính lời của mình trong các cuộc đối thoại của mình, và nói như Socrates trong tất cả ngoại trừ Luật. Trong Bức thư thứ hai, nó nói, "không có chữ viết nào của Plato tồn tại hoặc sẽ tồn tại, nhưng những chữ bây giờ được cho là của ông ấy là của một Socrates trở nên đẹp và mới"; nếu Bức thư là của Plato, thì tiêu chuẩn cuối cùng dường như đặt ra câu hỏi về tính trung thực lịch sử của những người đối thoại. Trong mọi trường hợp, Memorabilia của Xenophon và The Clouds của Aristophanes dường như trình bày một bức chân dung Socrates hơi khác so với bức mà Plato đã vẽ. Bài toán Socrate đặt ra câu hỏi làm thế nào để dung hòa các tài khoản khác nhau. Leo Strauss lưu ý rằng danh tiếng của Socrates về sự mỉa mai gây nghi ngờ về việc liệu Socrates của Plato có đang bày tỏ niềm tin chân thành hay không.
Aristotle quy cho Plato và Socrates một học thuyết khác về Hình thức. Aristotle gợi ý rằng ý tưởng của Socrates về các dạng có thể được khám phá thông qua việc nghiên cứu thế giới tự nhiên, không giống như các Dạng của Plato tồn tại bên ngoài và bên ngoài phạm vi hiểu biết thông thường của con người. Tuy nhiên, trong các cuộc đối thoại của Plato, Socrates đôi khi dường như ủng hộ một khía cạnh thần bí, thảo luận về luân hồi và các tôn giáo huyền bí, điều này thường được quy cho Plato.  Dù sao đi nữa, quan điểm này của Socrates không thể bị gạt ra khỏi tầm tay, vì chúng ta không thể chắc chắn về sự khác biệt giữa quan điểm của Plato và Socrates. Trong Meno Plato đề cập đến Bí ẩn Eleusinian, nói với Meno rằng ông sẽ hiểu câu trả lời của Socrates tốt hơn nếu ông có thể ở lại để bắt đầu vào tuần tới. Có thể là Plato và Socrates đã tham gia vào Bí ẩn Eleusinian.

## Triết học

### Siêu hình học
Trong các cuộc đối thoại của Plato, Socrates và nhóm những người tranh chấp của ông có điều gì đó muốn nói về nhiều chủ đề, bao gồm một số khía cạnh của siêu hình học. Chúng bao gồm tôn giáo và khoa học, bản chất con người, tình yêu và tình dục. Nhiều hơn một cuộc đối thoại tương phản giữa nhận thức và thực tế, tự nhiên và phong tục, thể xác và linh hồn.

#### Hình thức

"Chứng minh cối xay gió" của định lý Pitago được tìm thấy trong tác phẩm Cơ sở của Euclid.

"Thuyết Platon" và thuyết Hình thức (hay thuyết Ý tưởng) của nó phủ nhận thực tại của thế giới vật chất, coi nó chỉ là hình ảnh hoặc bản sao của thế giới thực. Lý thuyết về Hình thức lần đầu tiên được giới thiệu trong cuộc đối thoại Phaedo (còn được gọi là On the Soul), trong đó Socrates bác bỏ chủ nghĩa đa nguyên của những người như Anaxagoras, sau đó là phản ứng phổ biến nhất đối với Heraclitus và Parmenides, đồng thời ủng hộ "Lập luận đối lập" của hình thức.
Theo lý thuyết về Hình thức này, có ít nhất hai thế giới: thế giới biểu kiến của các đối tượng cụ thể, được nắm bắt bởi các giác quan, liên tục thay đổi, và một thế giới không thay đổi và không thể nhìn thấy của các Hình thức hoặc các đối tượng trừu tượng, được nắm bắt bởi lý trí thuần túy (λογική), mà có căn cứ dựa trên những gì rõ ràng.
Cũng có thể nói có ba thế giới, với thế giới biểu kiến bao gồm cả thế giới của vật chất và hình ảnh tinh thần, với "cõi thứ ba" bao gồm các Sắc tướng. Vì vậy, mặc dù có thuật ngữ "chủ nghĩa duy tâm Platon", điều này đề cập đến Ý tưởng hoặc Hình thức của Platon, chứ không phải để chỉ một số loại chủ nghĩa duy tâm platonic, một quan điểm thế kỷ 18 coi vật chất là không có thực theo ý muốn. Đối với Plato, mặc dù bị tâm trí nắm bắt, nhưng chỉ có các Hình thức là thực sự có thật.